# 拉登湖
53°46′28.88″N 12°26′58.45″E / 53.7746889°N 12.4495694°E
拉登湖（德語：Radener See），是德國的湖泊，位於該國東北部梅克倫堡-前波美拉尼亞州，由羅斯托克郡負責管轄，長2.1公里、寬0.8公里，面積1.2平方公里，海拔高度24米，平均水深2米，最大水深4米。